# 5251 Bradwood
5251 Bradwood eller 1985 KA är en asteroid i huvudbältet som upptäcktes den 18 maj 1985 av det nyzeeländska astronomparet Pamela M. Kilmartin och Alan C. Gilmore vid Mount John University Observatory. Den är uppkallad efter den amerikanske astronomen Frank Bradshaw Wood.
Den tillhör asteroidgruppen Phocaea.